# Бондаренко, Пётр Васильевич
Пётр Васи́льевич Бондаре́нко (10 июля 1941 — 31 октября 2013) — российский архитектор.

## Биография
Родился 10 июля 1941 года. Окончил Новосибирский инженерно-строительный институт по специальности «Архитектура».
Руководитель персональной творческой архитектурной мастерской «Архпроект».
За период творческой деятельности создал более 20 произведений архитектуры, разрабатывал проты детальной планировки охранной зоны Таганрога, проекты реставраций и реконструкций.
Лауреат областной премии в области литературы и искусства (в соавторстве с А. Я. Рудовым).
Умер 31 октября 2013 года.

## Известные проекты
- 1986 — Памятник Александру Пушкину (скульптор Г. В. Нерода), Таганрог.[2]

- 1987 — Памятник Ф. Э. Дзержинскому (скульптор А. Д. Щербаков), Таганрог.[3]

- 2002 — Реконструкция Площади Восстания, Таганрог.[4]